# Timo Kivelä
Timo Kivelä (* 17. Oktober 1940) ist ein ehemaliger finnischer Skispringer.

## Werdegang
Kivelä startete bei der Vierschanzentournee 1959/60. Bereits beim Auftaktspringen auf der Schattenbergschanze in Oberstdorf erreichte er mit Platz 11 eine vordere Platzierung. Beim Neujahrsspringen auf der Großen Olympiaschanze in Garmisch-Partenkirchen sprang er als Zweiter hinter Max Bolkart aufs Podium. Nachdem er mit Platz sechs auf der Bergiselschanze in Innsbruck erneut ein sehr gutes Resultat erzielt hatte, beendete er die Tournee mit Platz 10 auf der Paul-Außerleitner-Schanze in Bischofshofen. In der Gesamtwertung der Tournee belegte er als bester nicht aus Deutschland oder Österreich stammender Springer Rang sechs. Bei der Skiflug-Woche im März 1960 in Planica belegte er den 17. Platz. 1964 wurde er bei den Salpausselkä-Skispielen in Lahti Sechster.

## Erfolge

### Vierschanzentournee-Platzierungen
| Saison  | Platz | Punkte |
| ------- | ----- | ------ |
| 1959/60 | 6.    | 845,3  |